# Trésor de Fenn
Pour les articles homonymes, voir Fenn.

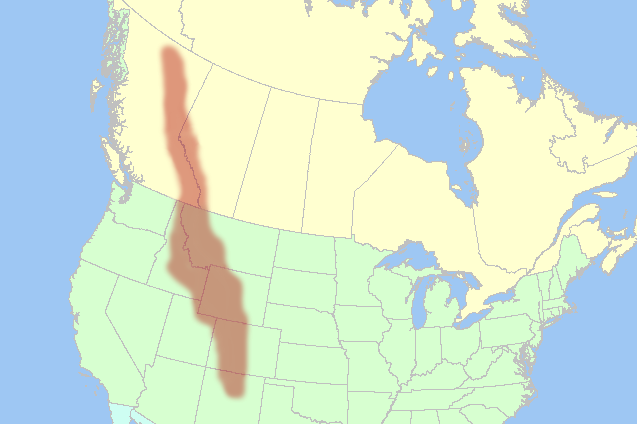
Les Montagnes Rocheuses, lieu présumé du trésor.

Le trésor de Fenn  est un trésor d'une valeur de plus d'un million de dollars et qui a été caché par le marchand d'art et auteur Forrest Fenn dans les Montagnes Rocheuses. Les indices concernant la chasse au trésor ont été dévoilés pour la première fois dans un livre publié en 2010, The Thrill of The Chase. Le trésor a été découvert en juin 2020 par un certain Jack Stuef, étudiant en médecine, peu de temps avant la mort de Forrest Fenn. La localisation précise du trésor n'a pas été dévoilée, dans le but de préserver l'intégrité du lieu où il était caché. Le fait de ne pas divulguer cette information a eu pour effet, entre autres, de voir une théorie du complot émerger, selon laquelle il n'y aurait jamais eu de trésor caché.

## Historique
Forrest Fenn aurait dit qu'il reviendrait le chercher quand le trésor atteindrait la valeur de 10 millions de dollars. Quand on lui demande pourquoi il a créé la chasse au trésor, Forrest Fenn dit qu'il veut surtout donner aux gens l'envie d'aller découvrir la nature.
Selon Forest Fenn, beaucoup de gens ont prétendu avoir trouvé le trésor jusqu'en juin 2020, mais aucun n'a fourni de preuves suffisantes. En juillet 2017, il déclare : « Le trésor reste à l'endroit où je l'ai caché il y a environ 7 ans. » En mai 2017, il interroge : « Quelqu'un a-t-il déjà trouvé les neuf indices et ce qu'ils représentent ? », et sa réponse est : « Je ne connais personne qui m'ait donné les indices dans le bon ordre. » On peut en conclure que tous les indices ont été résolus, mais que le trésor reste toujours caché.
Forest Fenn a confirmé que quelques chercheurs de trésor sont arrivés à 60 mètres de la cache, et une grosse majorité à environ 150 mètres.

## Découverte
Le trésor a été découvert au début du mois de juin 2020dans le Wyoming, par Jack Stuef, un ancien journaliste et étudiant en médecine. Conformément aux souhaits de Fenn, Stuef n'a pas révélé la localisation du trésor.

## Forrest Fenn
Forrest Burke Fenn est né le 22 août 1930 à Temple au Texas. Pilote durant la guerre du Vietnam, il s'est reconverti en marchand d'art. Il est mort le 7 septembre 2020 à Santa Fe dans le Nouveau-Mexique à l'âge de 90 ans.

## Accidents
Quatre personnes ont trouvé la mort lors de la recherche du trésor. La police du Nouveau-Mexique a essayé de faire pression sur Fenn afin qu'il mette fin à la chasse.
1. Randy Bilyeu, disparu en janvier 2016, et retrouvé mort en juillet de cette même année[13]. Linda Bilyeu, son ex-femme, pensait que le trésor de Fenn était un canular[14].
2. Jeff Murphy, 53 ans, de Batavia dans l'Illinois, retrouvé mort dans l’enceinte du parc national de Yellowstone, le 9 juin, en 2017, après une chute d'environ 150 mètres sur une pente abrupte[15].
3. Le pasteur Paris Wallace, dont la voiture a été retrouvée garée à proximité de la Taos Jonction du Pont et le corps a ensuite été trouvé 5  à   7 miles (8  à   11 km) en aval[16],[17].
4. Eric Ashby, 31 ans, identifié comme un chercheur de trésor retrouvé dans la rivière Arkansas le 28 juillet 2017[18],[19].